# Département d'Arauco
Pour les articles homonymes, voir Arauco (homonymie).
Le département d'Arauco est une des 18 subdivisions de la province de La Rioja, en Argentine. Son chef-lieu est la ville de Aimogasta.
Le département a une superficie de 1 992 km2 et sa population s'élevait à 15 418 habitants en 2010.